# Yèbles
Yèbles (prononcé [ jɛbl]) est une commune française située dans le département de Seine-et-Marne en région Île-de-France.

## Géographie

### Localisation
La commune de Yèbles, du type rurale, est proche du parc naturel régional du Gâtinais français[réf. nécessaire] et est située à environ quinze kilomètres au nord-est de Melun, en France.

### Communes limitrophes
| Solers             | Ozouer-le-Voulgis       | Chaumes-en-Brie |
| Soignolles-en-Brie | Yèbles[réf. nécessaire] | Guignes         |
| Champdeuil         | Crisenoy                | Andrezel        |

Les communes voisines sont : Andrezel, Champdeuil, Fouju, Guignes, Ozouer-le-Voulgis, Soignolles-en-Brie, Solers.

### Géologie et relief
L'altitude varie de 62 mètres à 106 mètres pour le point le plus haut , le centre du bourg se situant à environ 99 mètres d'altitude (mairie). La commune est classée en zone de sismicité 1, correspondant à une sismicité très faible.

### Hydrographie
Le système hydrographique de la commune se compose de quatre cours d'eau référencés :
- la rivière l’Yerres, longue de 98,23 km[3], affluent en rive droite de la Seine, borde la commune au nord ;
  - le ru d'Avon[4], affluent de l'Yerres, long de 20,87 km ;
    - le ru Meuniers[5], long de 1,68 km, qui conflue avec le ru d'Avon ;
- le ru Bobée, 11,13 km[6], qui conflue avec l’ Almont.

La longueur linéaire globale des cours d'eau sur la commune est de 5,33 km.

### Climat
Pour des articles plus généraux, voir Climat de l'Île-de-France et Climat de Seine-et-Marne.
En 2010, le climat de la commune est de type climat océanique dégradé des plaines du Centre et du Nord, selon une étude du CNRS s'appuyant sur une série de données couvrant la période 1971-2000. En 2020, Météo-France publie une typologie des climats de la France métropolitaine dans laquelle la commune est exposée à un climat océanique altéré et est dans une zone de transition entre les régions climatiques « Sud-ouest du bassin Parisien » et « Nord-est du bassin Parisien ».
Pour la période 1971-2000, la température annuelle moyenne est de 11 °C, avec une amplitude thermique annuelle de 15,4 °C. Le cumul annuel moyen de précipitations est de 722 mm, avec 11 jours de précipitations en janvier et 7,9 jours en juillet. Pour la période 1991-2020, la température moyenne annuelle observée sur la station météorologique la plus proche, située sur la commune de Montereau-sur-le-Jard à 9 km à vol d'oiseau, est de 11,6 °C et le cumul annuel moyen de précipitations est de 657,9 mm,. Pour l'avenir, les paramètres climatiques de la commune estimés pour 2050 selon différents scénarios d'émission de gaz à effet de serre sont consultables sur un site dédié publié par Météo-France en novembre 2022.

### Voies de communication et transports

#### Voies de communication
On accède à Yèbles par la D 619  à l’ouest de Limoges-Fourches à 8,8 km et à l'est de Guignes à 2,2 km .
L’entrée de l’autoroute A5 la plus proche se trouve à 11,7 km (Moissy-Cramayel, sortie 12).

#### Transports
La commune est desservie par la ligne d’autocars no 37a (Ozouer-le-Voulgis – Melun) du réseau de bus Pays Briard.

### Milieux naturels et biodiversité
Aucun espace naturel présentant un intérêt patrimonial n'est recensé sur la commune dans l'inventaire national du patrimoine naturel,,.

## Urbanisme

### Typologie
Au 1er janvier 2024, Yèbles est catégorisée bourg rural, selon la nouvelle grille communale de densité à sept niveaux définie par l'Insee en 2022.
Elle est située hors unité urbaine. Par ailleurs la commune fait partie de l'aire d'attraction de Paris, dont elle est une commune de la couronne,. Cette aire regroupe 1 929 communes,.

### Lieux-dits, écarts et quartiers
La commune compte 47 lieux-dits administratifs répertoriés consultables ici.

### Occupation des sols
En 2018, le territoire de la commune se répartit en 70,5 % de terres arables, 24,6 % de forêts, 2,6 % de zones urbanisées et 2,3 % de zones industrielles commercialisées et réseaux de communication,.

### Logement
En 2016, le nombre total de logements dans la commune était de 320, dont 95,7 % de maisons et 4 % d'appartements. Parmi ces logements, 95,2 % étaient des résidences principales, 1 % des résidences secondaires et 3,8 % des logements vacants.
La part des ménages fiscaux propriétaires de leur résidence principale s'élevait à 86,3 % contre 11,7 % de locataires et 2 % logés gratuitement.

## Toponymie
- Formes anciennes : Ebula (1182) ; Ebla (1189) ; Ible (1220) ; Ieble (1318) ; Ieble en Brie (1377) ; Yelle en Brye (1460) ; Yeble en Brye (1513) ; Yesbles (1548) ; Hyebles (1610)[24].
- Yèbles provient du mot   Hièble ou Yèble qui est un petit sureau dont les baies noires servent de teinture[25].

## Histoire
En 1789, Yèbles faisait partie de l'élection de Rozay et de la généralité de Paris et était régi par la coutume de Melun.

## Politique et administration

### Tendances politiques et résultats

#### Élections nationales
- Élection présidentielle de 2017[26] : 36,15 % pour Emmanuel Macron (REM), 37,33 % pour Marine Le Pen (FN), 83,30 % de participation.

### Liste des maires
| Période                                  | Période  | Identité             | Étiquette | Qualité |
| ---------------------------------------- | -------- | -------------------- | --------- | ------- |
| Les données manquantes sont à compléter. |          |                      |           |         |
| 1989                                     | 2008     | Jean Vincent         |           |         |
| 2008                                     | 2014     | Guy Cevaer           |           |         |
| 2014                                     | En cours | Marième Tamata-Varin |           |         |

## Population et société

### Démographie
Les habitants sont appelés les Ébuliens ou les Yébuliens.
L'évolution du nombre d'habitants est connue à travers les recensements de la population effectués dans la commune depuis 1793. Pour les communes de moins de 10 000 habitants, une enquête de recensement portant sur toute la population est réalisée tous les cinq ans, les populations de référence des années intermédiaires étant quant à elles estimées par interpolation ou extrapolation. Pour la commune, le premier recensement exhaustif entrant dans le cadre du nouveau dispositif a été réalisé en 2005.

En 2022, la commune comptait 970 habitants, en évolution de +6,13 % par rapport à 2016 (Seine-et-Marne : +3,92 %, France hors Mayotte : +2,11 %).
| 1793 | 1800 | 1806 | 1821 | 1831 | 1836 | 1841 | 1846 | 1851 |
| ---- | ---- | ---- | ---- | ---- | ---- | ---- | ---- | ---- |
| 407  | 516  | 408  | 319  | 321  | 326  | 316  | 311  | 288  |

| 1856 | 1861 | 1866 | 1872 | 1876 | 1881 | 1886 | 1891 | 1896 |
| ---- | ---- | ---- | ---- | ---- | ---- | ---- | ---- | ---- |
| 321  | 323  | 316  | 293  | 345  | 347  | 318  | 420  | 300  |

| 1901 | 1906 | 1911 | 1921 | 1926 | 1931 | 1936 | 1946 | 1954 |
| ---- | ---- | ---- | ---- | ---- | ---- | ---- | ---- | ---- |
| 326  | 303  | 299  | 246  | 282  | 290  | 271  | 269  | 295  |

| 1962 | 1968 | 1975 | 1982 | 1990 | 1999 | 2005 | 2006 | 2010 |
| ---- | ---- | ---- | ---- | ---- | ---- | ---- | ---- | ---- |
| 224  | 259  | 287  | 401  | 553  | 558  | 588  | 582  | 659  |

| 2015 | 2020 | 2022 | - | - | - | - | - | - |
| ---- | ---- | ---- | - | - | - | - | - | - |
| 881  | 949  | 970  | - | - | - | - | - | - |

### Enseignement
Yèbles dispose d’une école élémentaire, située Grande rue.
Cet établissement public comprend 150 élèves  (statistique en 2021 du ministère de l'Éducation nationale).
La commune dépend de l'Académie de Créteil ; pour le calendrier des vacances scolaires, Yèbles est en zone C.

## Économie

### Revenus de la population et fiscalité
Le nombre de ménages fiscaux en 2016 était de 308 représentant 894 personnes et la  médiane du revenu disponible par unité de consommation  de 25 294 €.

### Emploi
En 2014, le nombre total d'emplois au lieu de travail était de 250. Le taux d'activité de la population âgée de 15 à 64 ans s'élevait à 80,2 % contre un taux de chômage de 6,2 %.

### Entreprises et commerces
En 2015, le nombre d'établissements actifs était de 72, dont quatre dans l'agriculture-sylviculture-pêche, huit dans l'industrie, douze dans la construction, quarante-cinq dans le commerce-transports-services divers et trois relatifs au secteur administratif.
Cette même année, deux entreprises ont été créées, dont une par des auto-entrepreneurs.

## Culture locale et patrimoine

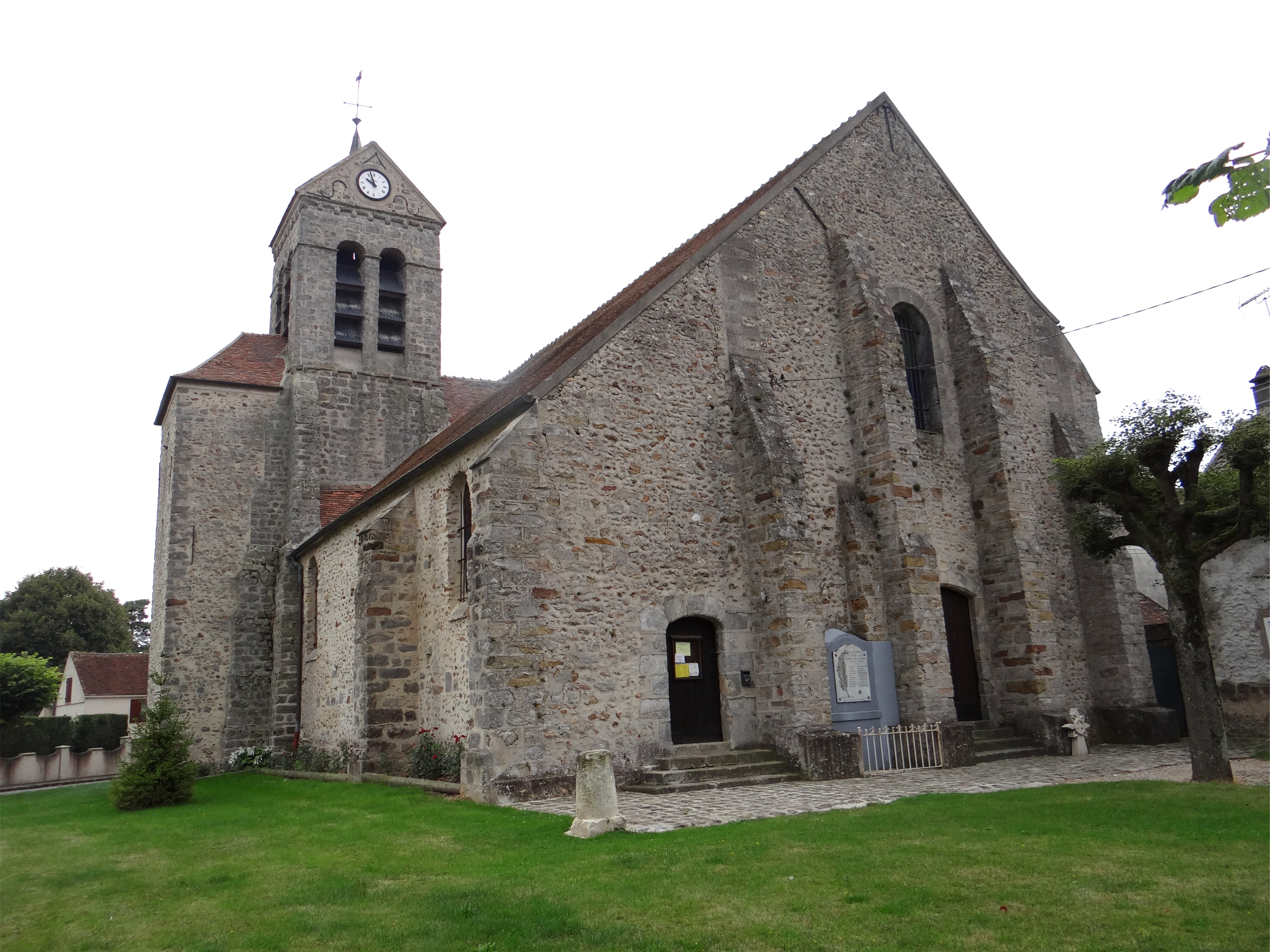
L'église Saint-Martin.

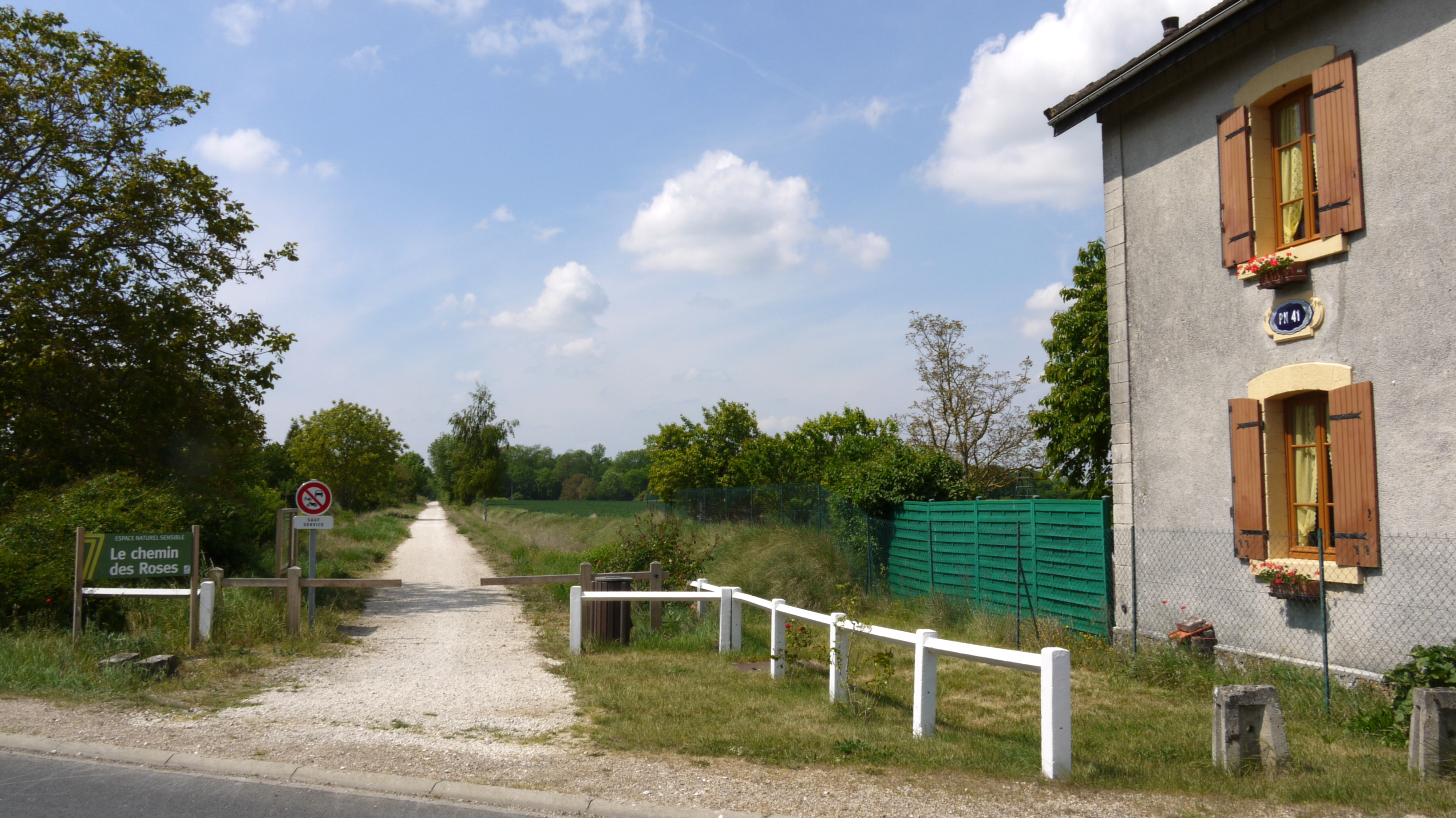
Fin du Chemin des Roses à Yèbles.

### Patrimoine religieux
- Église Saint-Martin. De plan rectangulaire, l'église comporte un chœur droit et un clocher carré. Sa construction initiale remonte au XIIe siècle. Le chœur est du XIIIe siècle, la nef est restaurée au XVe siècle. La dédicace à saint Martin démontre une fois de plus la très forte dévotion à ce saint patron des cavaliers et des viticulteurs, dont la fête se situe juste après les vendanges. L'église abrite un large patrimoine religieux, notamment un calvaire du XVIIIe siècle[réf. nécessaire].

### Patrimoine naturel
- Le chemin des Roses : La commune de Yèbles est le point terminal de ce chemin de randonnées pédestre et cycliste qui commence à l'ouest près de l'ancienne gare de Santeny - Servon. Il rappelle que la région devait sa prospérité à nombre d'horticulteurs et de rosiéristes au XIXe siècle, dont le fameux Jean Desprez à Yèbles.